# ویرریس
ویرریس (به اسپانیایی: Virreyes) شهری در کشور آرژانتین، ایالت بوئنوس آیرس است که در سال ۲۰۰۹ میلادی، حدود ۳۹٬۵۰۷ نفر جمعیت داشته است.